# Бабній Врт
Бабній Врт (словен. Babni Vrt) — поселення в общині Крань, Горенський регіон, Словенія. Висота над рівнем моря: 539,9 м.